# Tour della nazionale maschile di rugby a 15 del Giappone 1973
Nel 1973 la nazionale giapponese di "rugby a 15" si reca in tour in Europa

## Risultati
| Penygraig 22 settembre 1973 | East Glamorgan | 23 – 11 | Giappone XV |  |

| Pontypool 26 settembre 1973 | Monmouthshire | 26 – 16 | Giappone XV | Pontypool Park |

| Neath 29 settembre 1973 | West Glamorgan | 12 – 9 | Giappone XV | The Gnoll |

| Llanelli 2 ottobre 1973 | Western Counties of Wales | 9 – 12 | Giappone XV | Stradey Park |

| Cardiff 6 ottobre 1973 | Galles XV | 62 – 14 | Giappone | National Stadium |

| Leicester 9 ottobre 1973 | Midland Coutnies | 10 – 6 | Giappone XV | Welford Road |

| Londra 13 ottobre 1973 | Inghilterra U23 | 19 – 10 | Giappone | Twickenham |

| Avignone 17 ottobre 1973 | Provenza XV | 51 – 19 | Giappone XV |  |

| Perpignano 21 ottobre 1973 | Languedoc XV | 29 – 18 | Giappone XV |  |

| Brive 24 ottobre 1973 | Limousin XV | 8 – 19 | Giappone XV |  |

| Bordeaux 27 ottobre 1973                                                              | Francia   | 30 – 18                   | Giappone | Stade Municipale |
| \| \| \| \| \| mete: trasf.: c.p.: Drop: \| Marcatori \| mete: trasf.: c.p.: Drop: \| |           |                           |          |                  |
|                                                                                       |           |                           |          |                  |
| mete: trasf.: c.p.: Drop:                                                             | Marcatori | mete: trasf.: c.p.: Drop: |          |                  |